# The Indianapolis Star
The Indianapolis Star (también conocido como «IndyStar») es un periódico matutino que comenzó a publicarse el 6 de junio de 1903 en Indianápolis, Indiana, Estados Unidos. Es el único diario importante de la ciudad desde 1999, cuando dejó de publicarse el Indianapolis News. Ganó el Premio Pulitzer de Reportaje Nacional en 2021 y el Premio Pulitzer de Reportaje de Investigación en dos ocasiones, en 1975 y 1991. Actualmente es propiedad de Gannett.

## Historia
El Indianapolis Star fue fundado el 6 de junio de 1903 por el industrial de Muncie George F. McCulloch para competir con otros dos diarios de Indianápolis, el Indianapolis Journal y el Indianapolis Sentinel. Adquirió el Journal un año y dos días después, y compró el Sentinel en 1906. Daniel G. Reid compró el Star en 1904 y contrató a John Shaffer como editor, sustituyéndole posteriormente. En el proceso judicial subsiguiente, Shaffer se convirtió en el propietario mayoritario del periódico en 1911 y ejerció de editor y redactor jefe hasta su muerte en 1943.

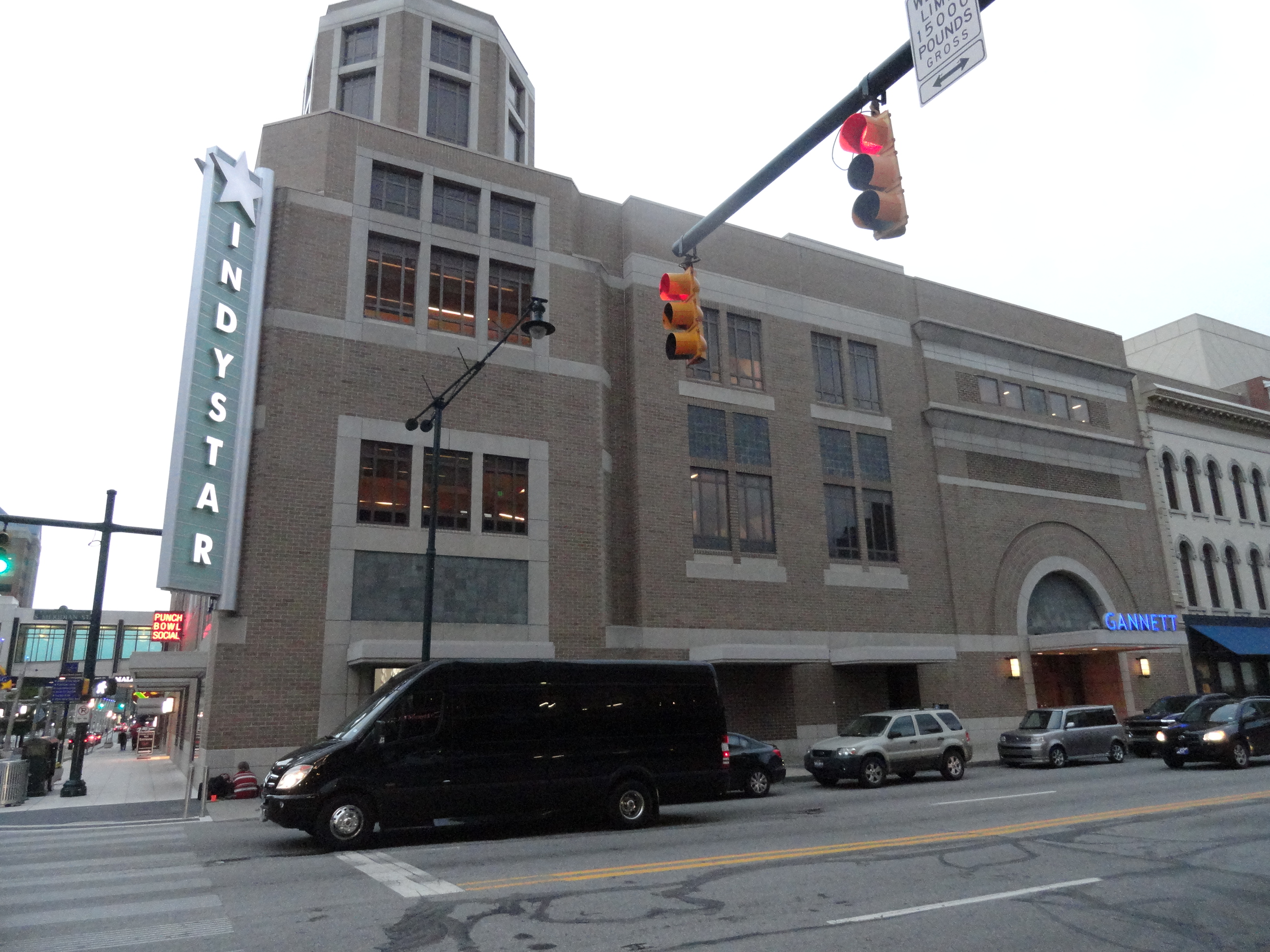
Indianapolis Star Sede in 2017

Central Newspapers, Inc. y su propietario, Eugene C. Pulliam -abuelo paterno del futuro vicepresidente Dan Quayle- compraron el Star a la herencia de Shaffer el 25 de abril de 1944 y adoptaron iniciativas para aumentar la circulación del periódico. En 1944, el Star iba por detrás del vespertino Indianapolis News, pero en 1948 se había convertido en el mayor periódico de Indiana.
En 1948, Pulliam compró el News y combinó las operaciones comerciales, mecánicas, publicitarias y de circulación de los dos periódicos, trasladándose el News al edificio del Star en 1950. Las operaciones editoriales y de noticias permanecieron separadas. Eugene S. Pulliam asumió el cargo de editor a la muerte de su padre en 1975, función que mantuvo hasta su muerte en 1999.
En septiembre de 1995, las redacciones del Star y el News se fusionaron. En 1999, el News dejó de publicarse, dejando al Star como único diario importante de Indianápolis. Poco después, los administradores de Central Newspapers, Inc, propietaria del Star y de otros periódicos en Indiana y Arizona, empezaron a investigar la venta de la pequeña cadena a una entidad mayor. En 2000, la empresa Gannett adquirió el periódico, entre otros, al comprar la firma «Central Newspapers» por 2.600 millones de dólares, dejando a Indianápolis sin ningún periódico de propiedad local aparte del Indianapolis Recorder, un semanario que circulaba principalmente en la comunidad afroamericana.
El 27 de julio de 2012, se anunció que The Indianapolis Star se trasladaría de su sede de 307 North Pennsylvania Street. Más tarde se anunció que la nueva ubicación sería los antiguos grandes almacenes Nordstrom, en el centro comercial Circle Centre Mall. Este traslado tuvo lugar entre el verano y el otoño de 2014. La antigua ubicación se había utilizado desde 1907.

## Premios Pulitzer
El Star ha ganado el Premio Pulitzer una vez por reportajes nacionales y dos veces por reportajes de investigación. En 1975, el Star fue galardonado por su serie de 1974 sobre la corrupción en el Departamento de Policía de Indianápolis. Fue citado de nuevo en 1991 por su serie de 1990 sobre negligencia médica. En 2021, el Star fue galardonado con el Premio Pulitzer de Reportaje Nacional por una investigación sobre los ataques de las unidades K-9 de la policía.

## Centros de producción
El Indianapolis Star tuvo en su día las máquinas de imprimir más grandes y avanzadas del país. El Centro de Producción Pulliam, situado en 8278 N. Georgetown Road, en la zona noroeste de Indianápolis, costó 72 millones de dólares y ocupa 19.000 m². Se inauguró en noviembre de 1995 como centro de empaquetado y empezó a imprimir numerosos periódicos, incluido el Indianapolis Star, en 2001. La sala de impresión que alberga las cuatro prensas MAN Roland Geoman tiene 2.850 m² en dos niveles. Cada una de las rotativas pesa 2.100 toneladas cortas (1.900 t), tiene siete pisos de altura y puede imprimir 75.000 periódicos por hora.
En enero de 2023, Gannet despidió a 50 empleados del Centro de Producción Pulliam. En ese momento, la instalación empleaba a 145 personas. Un año después, Gannet anunció que el centro cerraría el 9 de abril y que la impresión del Indianapolis Star se trasladaría al centro de impresión de la empresa en Peoria, Illinois.